# Gottlieb Zeithammer
Gottlieb Zeithammer (geb. 8. März 1904 in Wien; gest. 14. Juni 1982 in Zürich) war ein österreichischer Bassbariton.

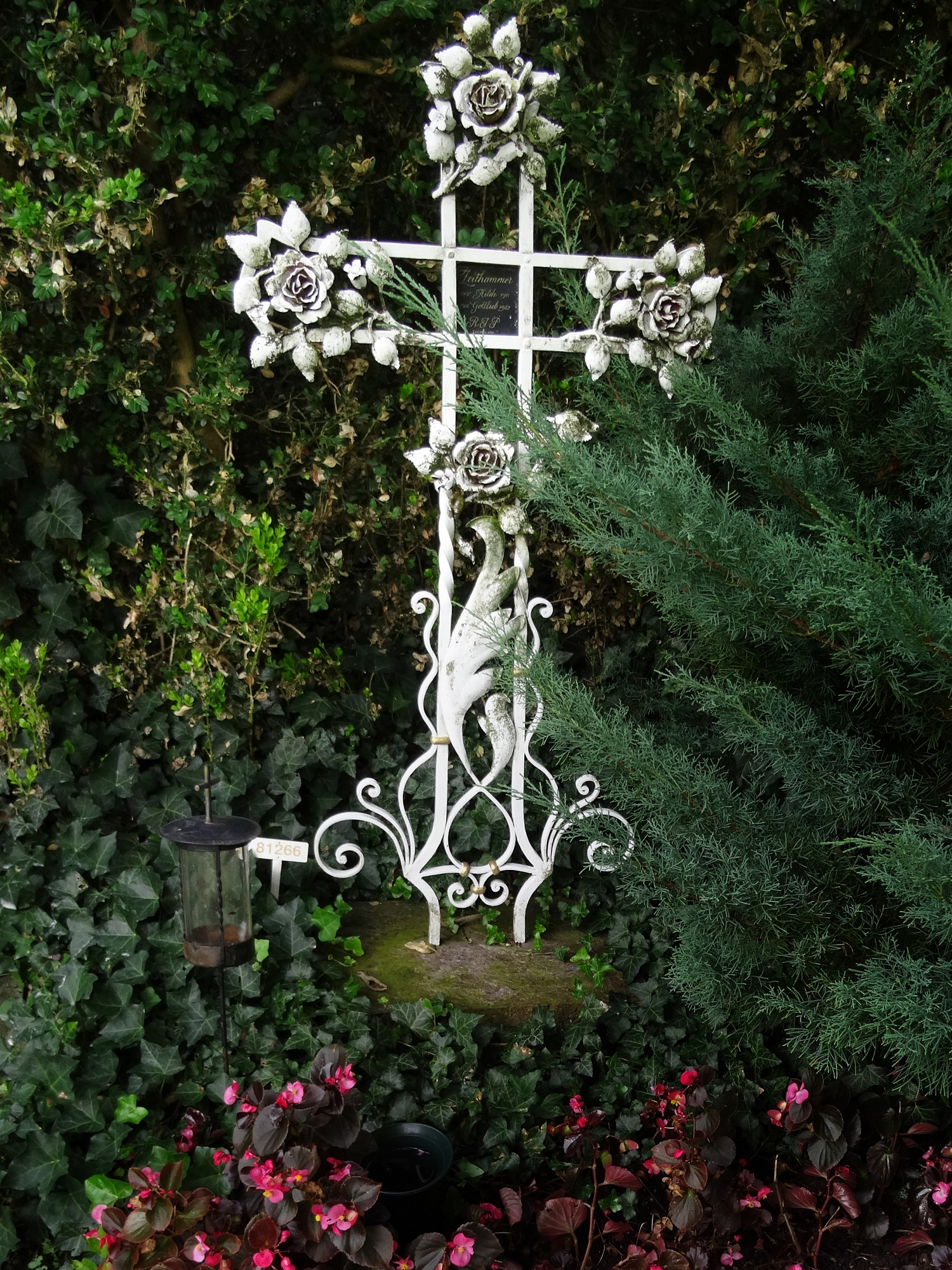
Grab, Friedhof Enzenbühl, Zürich

## Leben und Werk
Gottlieb Zeithammer studierte von 1921 bis 1925 Gesang an der Musikakademie in Wien. 1926 debütierte er am Stadttheater Breslau. Es folgten Engagements in Wiesbaden, Nürnberg, München und Leipzig.
Zeithammer war von 1948 bis 1975 am Opernhaus Zürich engagiert, wo er in über 150 Produktionen mitwirkte. Er gehörte als Bassbuffo und Komiker zu den markantesten Solisten an der Zürcher Oper.
1974 erhielt er das Silberne Ehrenzeichen der Republik Österreich für Verdienste um die österreichische Kunst. Gottlieb Zeithammer und seine Ehefrau, die Sängerin Hildegard Armbruster (1897–1981), fanden ihre letzte Ruhestätte auf dem Friedhof Enzenbühl in Zürich.